# Instituut voor Toegepaste Technologie
Het Instituut voor Toegepaste Technologie (Intec, INTEC) is een instituut op de campus van de Anton de Kom Universiteit van Suriname (AdeKUS).
Intec werd in 2004 geopend en is verbonden aan de aan de Faculteit der Technologische Wetenschappen. Rond 2012 en 2013 waren er plannen om de onderzoeksinstituten Celos en NZCS onder te brengen bij Intec, maar deze plannen gingen niet door. Rond 2017 waren er plannen om Intec en Celos te betrekken bij de ontwikkeling van de landbouwsector.
Het instituut houdt zich onder meer bezig met procedures voor uitvoering van proeven door derden en controle van berekeningen in het bedrijfsleven. In 2008 voerde Intec gedurende tien maanden het project 'Baseline Profiel' uit in samenwerking met de Universiteit Bremen met het doel kwikconcentraties in de onderlaag van de troposfeer te meten.